# Regelbau H600
La casemate de type Regelbau H600 est une casemate répondant au standard Regelbau. Sa mission était de servir de protection pour un canon de 50 mm.

## Construction
La construction d'une casemate de ce type demande de couler 555 m3 de béton.

## Architecture
La casemate fait 10,80 m de long pour 9,90 m de large et 6,10 m de haut.
Elle accueille un canon antichar de 50 mm.

## Exemplaires
Environ 100 casemates de ce type ont été construits.
Une dizaine d'entre eux se trouvent au Danemark. En France, des exemplaires sont visibles aux Sables-d'Olonne, à Gravelines ou à Merrien (Moëlan-sur-Mer).